# Zoey Ivory
Zoey Ivory van der Koelen (Almere, 5 juli 1993) is een Nederlands model. In 2016 werd ze gekroond tot Miss Nederland en vertegenwoordigde Nederland tijdens de Miss Universe-verkiezing in Manilla, Filipijnen. Op 7 oktober 2017 won ze samen met musicalacteur Marnix Lenselink het programma Dance Dance Dance nadat de jury ze drie tienen had gegeven. Hiermee versloegen ze de actrices Toprak Yalçiner en Stijn Fransen, en werd €100.000 opgehaald voor de Nederlandse Hartstichting.

## Missverkiezingen

### Miss Nederland 2016
Op 26 september 2016 werd Zoey gekroond tot Miss Nederland 2016 en volgde daarmee Jessie Jazz Vuijk op.

### Miss Universe 2016
Tijdens de Miss Universe-verkiezing 2016 vertegenwoordigde ze Nederland. Ze won niet de kroon, maar kreeg internationale bekendheid vanwege haar dans op het nummer Single Ladies (Put a Ring on It) van Beyoncé. Uiteindelijk won Frankrijk met Iris Mittenaere.